# Florimond de Brouchoven de Bergeyck
Pour les articles homonymes, voir Brouchoven.
Le comte Florimond Joseph de Brouchoven de Bergeyck, né le 12 février 1839  à Namur et mort le 3 janvier 1908 à Anvers, est un homme politique belge. 
Ses parents sont Louis-André de Brouchoven de Bergeyck (1805-1868) et Caroline de Namur d'Elzée. La descendance actuelle a adjoint le nom de Namur d'Elzée à de Brouchoven de Bergeyck. Le 28 août 1869, il épouse à Anvers  Alix de Brouchoven de Bergeyck (1849-1880), fille du comte Charles de Bergeyck.

## Enfants
Il est la source de toutes les grandes branches de l'actuelle maison de Brouchoven de Bergeyck.
- Louis de Brouchoven de Bergeyck (1871-1938), grand père de Alix della Faille de Leverghem, mère de Stéphanie de Lannoy
- Joseph de Brouchoven de Bergeyck (1874-1922)
- Charles de Brouchoven de Bergeyck (1875-1935)
- Henri de Brouchoven de Bergeyck (1876-1954)
- Philippe de Brouchoven de Bergeyck (1877-1929) Marié le 12 juillet 1904 avec Marie-Thérèse d'Ursel
  - Aymard de Brouchoven de Bergeyck
  - Charles de Brouchoven de Bergeyck
  - Ferdinand de Brouchoven de Bergeyck  marié avec Marie Vandersype
  - Emmanuel de Brouchoven de Bergeyck
  - Jacques de Brouchoven de Bergeyck
  - Michel de Brouchoven de Bergeyck  marié avec Gaëtane d'Oultremont
    - grand-père de Thomas de Brouchoven de Bergeyck, présentateur.

## Fonctions et mandats
- Membre du Sénat belge : 1884-1900
- Président du Syndicat du commerce et de l'industrie d'Anvers

## Distinctions
- Commandeur avec plaque de l'Ordre de Saint-Grégoire-le-Grand

## Sources
- Henri DAVIGNON, La simple Histoire du bon père Petit, Bruxelles-Paris, Durendal-Lethielleux, 1938.
- Paul VAN MOLLE, Het Belgisch Parlement, 1894-1972, Antwerpen, 1972.
- Oscar COOMANS de BRACHÈNE, État présent de la noblesse belge, Annuaire de 1985, & Annuaire de 2004, Bruxelles, 1985 & 2004.
- Jean-Luc DE PAEPE & Christiane RAINDORF-GERARD (red), Le Parlement belge, 1831-1894. Données biographiques, Brussel, 1996.
- Gabriël WILLEMS & Richard WILLEMS, Cortewalle, Bornem, 2000.
- Rik VAN DAELE, « Zij moeten leeren geven : Florimond de Brouchoven de Bergeyck (1893-1908) », dans Het Land van Beveren, jg. 51, 2008, n° 3, p. 130-173

- Ressource relative à plusieurs domaines :   - ODIS